# Sivapithecus
Sivapithecus är ett uttdött primatsläkte som levde under miocen, för 5,3 - 13,6 miljoner år sedan. Fossil från detta släkte upptäcktes under 1800-talet i Indien och Pakistan och senare även i Kina, Kenya och Turkiet.
Endast partier av huvudet har påträffats, men dessa visar vissa människoliknande drag medan andra är apliknande. Särskilt betydande fynd kommer från Siwalik Hill i Pakistan.
Orangutangerna härstammar troligtvis från en art i detta släkte, men inte alla zoologer stödjer denna teori.
Ramapithecus antogs tidigare utgöra ett eget släkte, och vara en nära förförfader till människan, men dessa teorier anses nu avfärdade, fynden tillhöriga släktet Ramathecus räknas nu som tillhöriga Sivapithecussläktet.